# Drjenovke
Drjenovke (lat. Cornaceae), porodica dvosupnica iz reda drjenolike (Cornales), koja ime dobiva po rodu drijen (Cornus), kojemu pripada pedesetak priznatih vrsta. Ostali predstavnici porodice su alangijum (Alangium) s tridesetak vrsta drveća, grmova i lijana, a nekada je svrstavan u vlastitu porodicu Alangiaceae

## Opis
Cornaceae su porodica drijena, najveća je porodica u redu Cornales, iako ima samo dva roda - Cornus (65 vrsta) i Alangium (20 vrsta). Cornus je poznat po svojim drvenastim ukrasnim vrstama porijeklom s obje obale Sjeverne Amerike i istočne Azije. Cornus florida (“cvjetni drijen”) uglavnom je ukrasni, dok europski C. mas (dren) daje jestive plodove, a C. macrophylla daje drvo korisno za namještaj. “Cvjetni drijen” ima male cvjetove okružene upadljivo raširenim obojenim braktejama (specijalizirani listovi) koji se često pogrešno smatraju laticama.

## Rodovi
1. Alangium Lam.
2. Cornus L.